# Hendrik Top
L'Hendrik Top (957 m) è un monte del Suriname e si trova quasi al centro dello stato nelle Montagne di Guglielmina  che sono parte del Massiccio della Guiana tra i fiumi Coppename e Saramacca.
Il monte è chiamato così in onore di Guglielmo III d'Inghilterra, Statolder delle Province Unite d’Olanda.